# Zdeněk z Labouně
Zdeněk z Labouně (latinsky Zdenko de Labun) byl roku 1390 purkrabím na Veliši a v letech 1408 a 1409 rektorem Univerzity Karlovy.

## Život
Podle dochovaných pramenů byl šlechtického původu, datum úmrtí není známo. August Sedláček, znalec českého rodopisu a heraldiky, uvádí, že Zdeněk z Labouně byl bratrem Drštky z Labouně. Vlastnil prebendu v Bělokách a Sobíně. Bakalářem artistické (dnešní filozofické) fakulty pražské univerzity se stal 1393, magistrem 1396, examinátorem na artistické fakultě 1410, jako bakalář medicíny se uvádí 1411. Postupně získal církevní obročí: správce oltáře Panny Marie v pražském kostele sv. Jiljí 1390–1410, královský kaplan 1400, kanovník pražské metropolitní kapituly 1400–1418, plebán ve Vodňanech 1407, děkan kapituly Všech svatých na Pražském hradě 1410–1412, probošt kapituly Všech svatých na Pražském hradě 1412–1419.
Zdeněk z Labouně byl královským notářem roku 1405 a královým sekretářem a rádcem roku 1411. Zdeněk z Labouně (rod z Labouně) pocházel se vší pravděpodobností ze vsi Labouň (u Jičína).
Dne 24. ledna 1410 byl z rozkazu staroměstských konšelů zatčen, po ulicích veden jako zločinec a následně uvězněn. Pak byl vydán arcibiskupovi, který jej trýznil, poněvadž Zdeněk proti němu stranil králi. V pozdějších letech držel se stranou pod obojí.